# 政治学

世界地图将世界各国区分为联邦国家（绿色）和单一制国家（蓝色），这是一个政治学的作品。

政治學，或稱政治科學等，是一門对政治、治理和權力體系进行科學研究，分析政治活動、政治制度、政治思想和行為以及相關憲法和法律的社會科學。 政治學涉及政治過程、結構和內容以及政治現象等主題的科學教學和研究。 
現代政治學大致可分為比較政治學、國際關係學和政治理論三個分支學科。 其他值得注意的子學科是公共政策和公共行政、國别政治和政府、政治經濟學和政治方法論，提及政治社會學、公法和政治領域分析等。政治學與經濟學、法學、社會學、歷史學、哲學、人文地理學、政治人類學、心理學和性別研究等領域相關，並借鑑了這些領域。
政治學在方法論上是多種多樣的，並且採用了許多源自心理學、社會研究和政治哲學的方法，包括實證主義、解釋主義、理性選擇理論、行為主義、結構主義、後結構主義、實在論、歷史制度主義和多元主義。 政治學作為社會科學之一，使用的方法和技術與所尋求的查詢類型相關，包括歷史文獻和官方記錄等一次文獻和學術期刊文章、調查研究、統計分析、 案例研究、實驗研究和模型構建等二次文獻。

## 政治學者
现代政治学的学术规范要求政治学家对作为研究对象的政治事务保持严格的价值中立。不过，由于政治學家自身对政治過程的牽涉、或者自身意识形态和价值立场判断，现实情况往往變得更為複雜。另一方面，政治学家提出的學說常成為其他評論家理想中的政治框架，例如記者、特殊利益集團、政治家、和選民們對議題分析以及選擇。虽然大多数政治学家一般只从事学术活动，但是一些政治學家也可能成為某些特定政治家的顧問，甚至自身投入政壇擔任公職。政治學家們也常在政府部門裡工作，或替某些政黨工作。他們也有可能參與非政府组织或其他政治運動。受過政治學教育和訓練的人也可能具有商業企業和團體所需要的經驗及價值。智庫、研究組織、以及和民意測驗及公共關係有關的私人企業也可能雇用政治學家。研究美國的政治學家被稱為「美國問題專家」（Americanists），專注於各種數據如選舉、輿論和公共政策（如社會福利的改革）、國外政策、美國國會權力、和最高法院在一些議題上的立場等。

## 發展歷史
對政治的研究最早開始於古希腊，政治學一詞誕生於社会科学之後。這門學科的前身是伦理学、政治哲学和歷史以及其他圍繞著研究國家特色和功能的學術領域。在幾乎每一個歷史時代和在每一個地方，都有專門研究和學習政治的人士。

### 古典时期

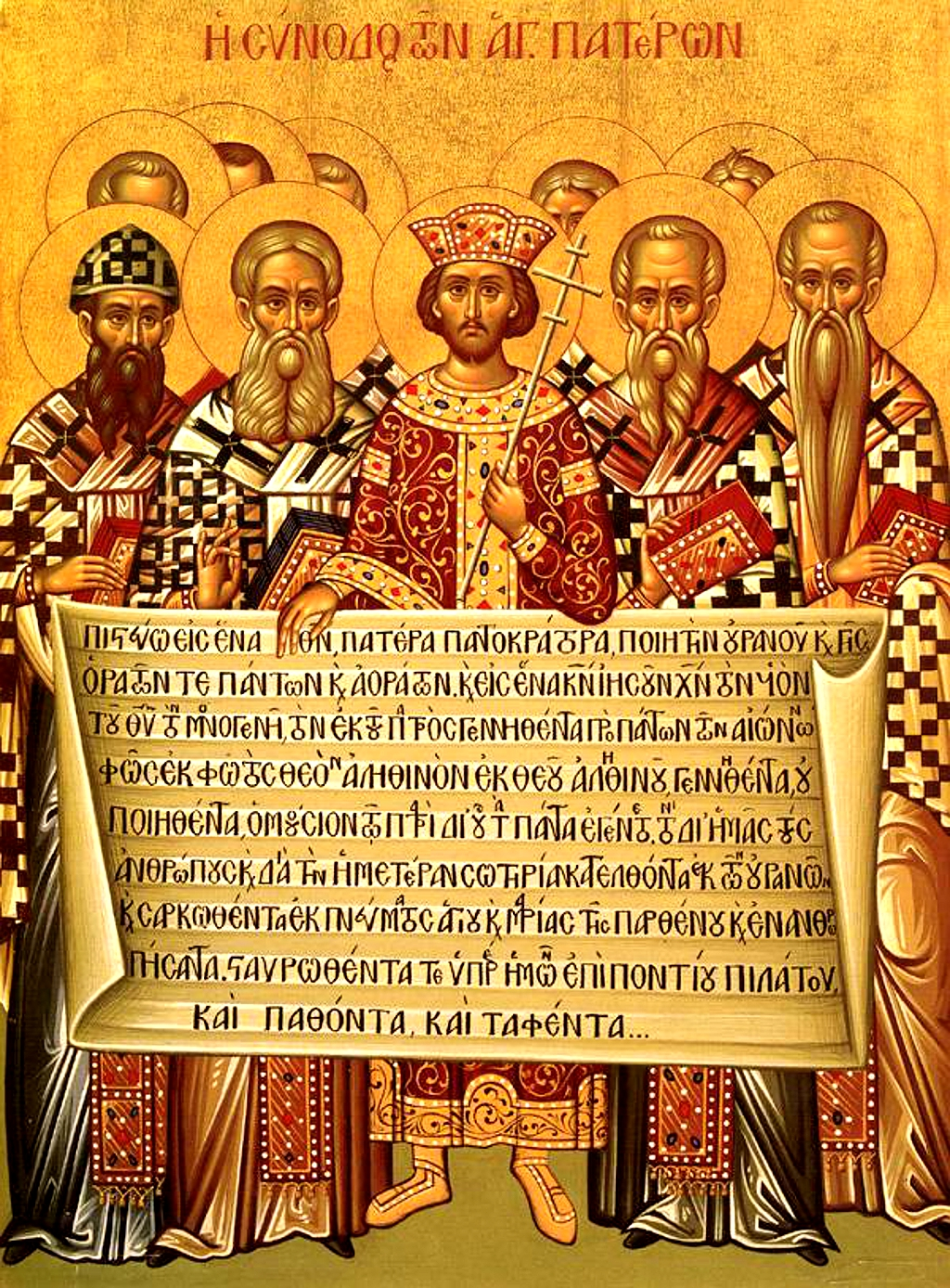
羅馬帝國的政教合一

政治學的前身能追溯至柏拉圖和亞里士多德之前的年代，尤其是在希羅多德、荷马、赫西俄德、修昔底德和欧里庇得斯等人的著作裡。後來柏拉圖開始分析希腊城邦的政治制度，將他們原本以文學和歷史為方向的研究分析抽取出來，應用至我們目前所稱的哲學上。同樣地，亞里士多德在柏拉圖的分析上又建立了以歷史經驗為根據的研究，及發展了以比較方式研究政治，也就萌生了日後的比較政治理論，被譽為政治學之父。而柏拉图的《理想国》和亚里士多德的《政治學》更被认为是政治学的创始之作。尤其是亚里士多德在相当程度上指出了后来西方政治学研究的正确方向。
在羅馬統治時期，随着斯多葛学派的兴起，著名的歷史學家如波里比阿、蒂托·李维、普魯塔克也記載了羅馬共和崛起過程，和其他國家的組織及歷史，以及恺撒和西塞罗等政治家，使我們得以更加了解當時羅馬的政治和戰爭。在當時對政治的研究主要是以對歷史的學習、政府治理的手段、和描述政府運作的情況為方向。而西塞罗更是对国家（Res Publica，“公众事物”）概念进行了界定，设计出了权力制衡的运作模式，并发展了自然法思想。

### 中世纪时期
隨著羅馬帝國的衰落，政治研究的舞台更加擴散。一神教的崛起，尤其是西方文化裡基督教的崛起，在政治和政治行為上產生更多研究空間。
到了中世纪时期，基於當時歐洲奉行政教合一，政治學尚未成為一獨立學科，對於政治問題都傾向由宗教教義來解釋，故此，當時所謂的政治學，乃隸屬於神學。但是，教會和朝廷間對政治的研究仍然相當廣泛。当时的政治研究以希波的奧古斯丁的教父神学和托马斯·阿奎那的经院哲学为代表。
希波的奧古斯丁所著的《上帝之城》一書綜合了當時基督教的哲學和政治傳統，重新定義了宗教與政治間的領域界線。大多數這個時代的政治議題都圍繞於教會與國家間的立場澄清和互相競爭。而阿奎那将希腊哲学和基督教神学进行了有机结合，并且论证了信仰、理性、道德和政治界分的可能性。
在中東和後來其他的伊斯蘭地區，欧玛尔·海亚姆所著的《魯拜詩集》以及菲爾多西所著的國王的史詩裡都提供了對政治的分的，而其他亞里士多德派的伊斯蘭學者如阿维森纳也繼續研究亞里士多德的分析和经验主义，寫下許多針對亞里士多德作品的評論。而在古代中国，对政治的研究主要是制定礼乐、兵刑、职官等典章制度，与现代的政治研究存在相当大的差异。

### 近代
文艺复兴是西方政治学研究的重要转折点。政治学开始摆脱神学的束缚，人们以理性和经验的眼光来观察和解释政治现象。意大利的尼可罗·马基亚维利樹立了現代政治學的研究重點，針對政治機構和政治參與者做直接的觀察，其著作《君主論》，教導君主其只顧後果不顧過程的政治手段，內容與基督教教義衝突甚大。《君主論》的完成，被視為政治學由基督教中完全分離的一個里程碑。後來在啟蒙時代裡，學術領域的擴張進一步的拓廣政治學的研究範圍，超過了原本只是針對決策基準的研究。
法国政治思想家让·布丹则对主权问题进行了系统地探讨。他在《共和六书》中认为主权是国家的基本属性，是至上和不可分割的。并且认为为了避免社会动荡，有必要加强君主的绝对权威。他的政治理论仍未摆脱中世纪的影响，但是他的主权理论促进了现代民族国家的形成，也是理性主义政治学的先驱。
在18世紀牛頓的出現，開始建構現代科學理論的時候，政治學也跟隨其他學科一樣開始進行科學化的研究，在牛頓的世界裡，利用實驗方法得出的結果來歸結為知識、相信自然、訴諸數學解釋等等，都對政治學的研究開出了一條新的方向。与此同时出现的一大批思想家、政治家的各种政治思想主张，包括了天赋人权、社会契约、分权制衡等学说以及自然法、自然权利、主权、自由、民主、平等、幸福等观念，成为了其后政治学研究的主导框架。当霍布斯和约翰·洛克从不同的假设出发探讨政府的起源及其正当性问题时，西方政治学开始进入逻辑理性主义传统。

### 现代
19世纪的思想家在一定程度上继承了启蒙运动的思想传统，包括了历史主义者黑格尔、孔德和马克思，以及进化论社会学的斯宾塞、梅因、滕尼斯等。随着政治研究日益成为一门科学，研究者更加注重于对历史事实的归纳和分析来解释政治现象。约翰·密尔、罗伯特·米歇尔斯、马克斯·韦伯等人是其典型代表。
现代政治学的专业化则发端于20世纪的美国。政治學在大學裡成為一門正式的學科和系所開始於1880年代，以哥伦比亚大学成立政治研究院为标志。將過去的政治研究整合為一門學科的過程不斷進行著，政治學的歷史也替政治學的基準和實證提供了豐富的研究領域，學科裡的每一個部分都有著一些共同的歷史前身。但此時已研究國家公法學、政治制度、歷史為主，以德國的国家科学最為知名。
起初，政治學本包括解釋經濟現象，並未有經濟學的建構，但在現代科學發展底下，經濟學遂由政治經濟學分家出來，經濟學傾向研究人們在市場交易的行為，政治學研究的領域，則更專注於權力分配、國家和制度身上。第二次世界大战结束后，政治学与社会学、经济学和法学密切相关的一个政治学分支，国际关系开始变得越来越重要。随着时间推移，国家关系或国际政治的研究方法也已经与政治学有了较大的差别。

#### 行為主義革命與新制度主義
在1950年代及1960年代，一場強調對個人和群體行為進行系統和嚴格科學研究的行為主義革命席捲了整個學科。專注於研究政治行為，而不是制度或法律文本的解釋，是早期行為主义政治學的特徵。代表成果包括Robert Alan Dahl、Philip Converse的研究工作，以及社會學家Paul Lazarsfeld和民意學者Bernard Berelson的合作。當時，針對個人和團體的科學研究從原本有系統而嚴厲地學科裡逐漸游離。同時分析領域也朝向更深層和複雜的部分，也使政治學與其他不同的學科的研究關係更加緊密，尤其是社會學、經濟學、歷史、人類學、和统计学。政治行為的研究者也越來越倚賴以科學的方法做學術研究，如量化研究、方法學等，根基在對政治走向的經驗證實和推斷的假設前提上，並歸納針對人類與團體的政治行為解釋。學科越來越注重與現實間的關聯，或以使用新的方法和途徑來研究如何解決政治和社會上的問題。
1960年代末和1970年代初見證了演繹、博弈論形式模型建立技術的使用的興盛，目的是在該學科中生成更具分析性的知識庫。這一時期發生借鑒經濟學理論和方法研究政治制度（如美國國會）以及政治行為（如投票）的研究熱潮。William H. Riker 和他在羅徹斯特大學的同事和學生是這一轉變的主要支持者。
儘管基於上述各種學術研究，該學科取得了相當大的研究進展，但據觀察，系統化理論的進展仍是偏少且不平衡的。

#### 21世紀
2000年代，政治學改革運動（英語：Perestroika Movement）被引入，作為對該運動支持者所稱的“政治學數學化”的反動。那些認同該運動的人主張在政治學中採用多種方法論和研究途徑，並主張該學科與其他學科的關聯性。
一些演化心理學理論認為，人類已經進化出一套高度發達的處理政治的心理機制。然而，這些機制的演變是為了處理以祖先環境為特徵的小團體政治，而不是當今世界更大的政治結構。這被認為可以解釋當前政治的許多重要特徵和系統性認知偏誤。
同時，當代政治學家們專注研究社會上對決策權力的轉移和分配，以及政治的制度和其所扮演的角色—包括一般的政府和國際組織、政治行為和公共政策。他們藉由檢驗許多因素來評估治理和特定政策的成功性，包括穩定性、司法、物質財富、以及和平。一些政治學家試圖分析政治來追求進一步的實證科學題材。其他的政治學家則以基準的題材分析政治，以提出特定的政策建議。

## 研究对象
基于对政治的不同看法，对政治学的研究对象也有不同的见解。
国家科学认为政治本身是一种国家活动，因此政治学是研究国家现象的科学。而以大卫·伊斯顿为首的政治学者则认为政治学的研究对象是权力（power）與权威性的价值與利益分配，这种观点對於後來的政府研究以及多元主義的發展都有極大影響。另外一个影响较大的观点是，认为政治学是研究人类社会的政治关系的科学。也有人认为政治学的研究对象是公共事務。而《布莱克维尔政治学百科全书》则认为政治学的研究对象是政府與公共政策。

## 研究方法
传统上，政治学研究一般分为传统的政治哲学和现代的政治科学两大类。

### 政治哲学
传统的政治哲学研究政治问题主要从哲学思辨的角度，从形而上的角度探讨政治生活中的最高准则，民主、正义、自由、平等等价值取向和相应的政体设计是其研究的重点。大多数政治学家一般先通过先验设定抽象出一个普遍化的人性，然后通过逻辑推演设定出一套符合人类至善生活的最高准则，再根据这个准则设计出相应的政治制度。

### 现代

#### 制度主义
早期的制度主义者受到传统政治哲学和欧洲大陆国家学影响，主要关注自上而下的制度设计问题。认为制度是影响人类行为的基本因素，对政治机构运作的研究主要通过对政治制度中权力分配和人类行为的法律与机构约束地了解。主要通过制度研究法和历史比较法进行研究。
制度研究法以政治制度为研究对象，主要研究立法、行政与司法等政治机构，研究的主要资料是宪法、法律、政府文件、议会日程等资料，从这些资料中分析特定社会的政治价值，并设计出符合某种目的的政治机构或制度。
制度研究法所欠缺的普遍归纳性，历史比较法正好能够弥补。历史比较法注重于比较不同国家之间的制度，对不同制度进行比较，以及对各国制度的历史变迁进行比较，通过归纳得出普遍化法则。

#### 行为主义
行为主义反对政治哲学研究中的思辩与演绎方法，也反对制度主义的静态描述和简单写实，认为政治学的研究对象应该是实际存在并且可以观察到的政治行为。行为主义注重数据的收集和整理，常常运用数学模型、模拟实验、直接探查、实地观察技术手段进行研究。主要原则包括了精确性、纯科学、量化研究和价值去除。其主要理论包括：
- 政治系统论：采用系统论和控制论的方法，不以国家为对象，而以政治系统为研究对象。注重从宏观角度考察政治过程，尤其是政策制定和执行中的价值分配问题。主要代表人物有大卫·伊斯顿、莫顿·卡普兰。
- 结构功能主义：发展自政治系统论，研究政治系统的功能和结构，及其相互关系。代表人物有加布里埃尔·阿尔蒙德。
- 政治沟通理论：采用控制论、信息论的方法，把政治系统的运行过程看作是信息的变换和控制过程，注重研究政治系统中的决策活动和信息沟通。主要代表人物有卡尔·多伊奇。
- 政治文化理论：研究影响人们政治行为的文化因素，包括政治认知、政治感情、政治态度和政治价值等。主要代表人物有悉尼·唯巴。
- 政治发展理论：继承了制度主义中的历史比较分析方法，同时结合了行为主义中的新方法，通过两种方法的综合运用考察从不发达政治体系向发达政治体系的变迁。
- 政治计量学：运用数学模型和统计方法对政治现象进行定量研究，严格按照科学研究的方式从假设开始，通过数据分析进行实证。
- 精英理论
- 政治心理学

#### 理性选择理论
理性选择理论也像行为主义一样，从个体出发来观察和分析政治现象，但并不采取归纳的方法，而是先假定一个寻求自身利益最大化的个体，然后在各种情境下计算和演绎按照功利最大化原则行动的个体可能会采取的行动。
理性选择理论起源自公共选择理论。包括了詹姆斯·布坎南的公共选择模型，安东尼·唐斯的官僚经济学，奥尔森的集体行动理论和赖克的政治联盟理论。其后逐渐发展出联盟理论、交易理论、博弈理论、投票分析和科层决策等理论形态。

#### 結構主义
結構主義認為，世界上存在著不同的結構影響著政治現象。結構的因素包括地緣因素、經濟力量、社會規範、價值觀等等，環境因素催生、侷限著不同的政治現象，甚至使個體無法作出自主的決定。環境可以隨時間、人們的影響而變更。
在政治學界一直存在著結構主義與理性選擇的論爭，結構主義者認為環境決定了人們一切選擇，理性主義者卻認為人們的決策才是影響環境的因素。這使解釋政治現象無法避免平衡量方面的因素。

#### 新制度主义
1980年代以来，美国兴起了新制度主义学派，重新强调制度主义的研究路径，注重研究制度的动态运动对政治活动的影响，尤其是制度与行为和观念的关系。作为对行为主义的反动，新制度主义认为从个体出发从而研究整体的观念是错误的，整体并不是个体的简单相加。其主要流派有：
- 理性选择制度主义：采取了理性选择理论的方法，但认为其不够现实，因此认为政治研究的核心是既定制度约束下个人寻求利益最大化的过程，以及制度对个人选择过程的影响。
- 历史制度主义：从历史分析的角度，分析既定社会制度对其历史发展道路的影响。认为在一定历史发展中形成的稳定的制度是推动历史沿着某条道路前进的重要因素。
- 社会学制度主义：将特定社会的文化结构也看成是既定的社会制度，认为个体的政治行为不是自身的偏好，而是受到既定社会制度的制约。特定制度的采纳不一定是效率问题，更大程度上是体现了既定文化下的合法性问题。合法性与社会适应性是其研究重点。

## 学科分支
- 比較政治：以各種方法研究不同的政府形式間的差異。以美國和加拿大為例，還會包括對於當地區域的研究；也就是對於特定州、省或行政區域的研究。
- 公共行政：研究公共政策的實行、決策、和結果。試圖解釋政治架構所扮演的角色、官僚政治、和利益集团對公共政策的影響，以及實體的公共世界執行政策的成果。
- 政治理论：研究政府、意識形態、政權、政治運動以及政治哲学問題。
- 国际关系：專注於研究國與國之間的關係以及跨國的議題如自然環境、人口走私、貿易、社會運動、生產過程的分工和反恐怖主義。
- 政治经济学：研究政治與經濟間的複雜關係，政治經濟學家們試著理解經濟架構和理論與政治間的關係。
- 政治社会学：从社会学视角研究政治与社会之间的互动关系。
- 生物政治学：研究生物学上的人与其政治行为的关系。
- 政治地理学：从地理学的角度分析政治现象。
- 政治人类学：文化人类学的角度研究政治制度和政治行为。
- 政治心理學：研究政治精英、政治行為、以及兩者間的互動。

## 延伸阅读
- 呂亞力；政治學，台北市：三民書局，1988年
- Heywood, Andrew: Politics (4th edition), Houndmills: Palgrave, 2nd edition, 2002
- 漢娜·阿倫特: On Violence 1970, Harvest Book
- Crick, Bernard: "In Defence of Politics", University of Chicago Press; 4th edition (1993年10月25日)
- 奧托·馮·俾斯麥: remark, 1867年8月11日
- Dickerson: Mark O. & Flanagan; Thomas, 1990 Introduction to Government & Politics: A Conceptual Approach, 3rd edition
- Gompers: Samuel; "Men of Labor! Be Up and Doing," editorial, American Federationist, 1906年5月, 第319頁
- 吉曼·基爾: Sexual Politics
- 馬克斯·韋伯: Economy and Society: An Outline of Interpretive Sociology, New York, Bedminster Press, 1968年
- 馬克斯·韋伯: Online ebook of Politics as a Vocation
- 毛澤東: Lecture, 1938年5月; "On Protracted War," Selected Works, 第2版, 1965年

## 研究書目
- 鄭宇碩、羅金義編：《政治學新論：西方學理與中華經驗》（香港：中文大學出版社，1997）。
- 王紹光：〈“接轨”还是“拿来”——政治学本土化的思考〉。